# ماتي كاسفيو
ماتي كاسفيو (بالفنلندية: Matti Kasvio)‏ (20 فبراير 1944 – 21 أغسطس 2013) هو سبّاح فنلندي راحل، مثّل بلاده في الألعاب الأولمبية الصيفية 1964.

## روابط خارجية
ماتي كاسفيو على موقع الاتحاد الدولي للسباحة (الإنجليزية)
- ماتي كاسفيو على موقع أوليمبيديا (الإنجليزية)